# Черкасский художественный музей
Черкасский художественный музей (укр. Черкаський обласний художній музей) — художественный музей в Черкассах. Является важной составляющей культурной жизни региона.
Музей известен как современное выставочное медийное пространство, а также место проведения различных мероприятий.

## История
Черкасский художественный музей был создан как филиал Черкасского областного краеведческого музея в 1991  году. Он расположился в здании бывшего горкома Коммунистической партии. С 1994 года Черкасский художественный музей работает как самостоятельное музейное учреждение.
Первой директором музея с 1991 по 1998 год была Нина Клименко, заслуженный работник культуры Украины. С 1998 по 2008 год его возглавлял Виктор Собченко, а с 2009 года музеем руководит Заслуженный деятель искусств Украины, кандидат искусствоведения, доцент Ольга Гладун.

## Фонды
В фондах музея хранится более 7 тысяч единиц. Основу музейной экспозиции, которая занимает 1 406 квадратных метров, составляют собрания из национализированных частных коллекций землевладельцев графов Бобринских, Кантакузинов, князей Лопухиных и Белокопытовых, чьи поместья до революции 1917 года находились на территории современной Черкасской области. Коллекция пополнялась приобретением произведений у ведущих украинских художников, народных мастеров, коллекционеров, выставочных залов бывшего Советского Союза и Дирекции художественных выставок Украины. Сегодня значительный вклад в комплектование музейных фондов осуществляют художники, которые дарят свои работы после завершения выставок.

## Экспозиция
Музейное собрание состоит из двух отделов: декоративно-прикладного и изобразительного искусства.
В залах декоративно-прикладного искусства представлена вышивка, с богатством ее техник и орнаментов, характерная для Среднего Поднепровья. Достойны внимания посуда и особенности ее росписи из различных гончарных центров, которые функционировали на территории современной Черкасской области (Головковка, Пастырское, Громы, Гнилец, Маньковский майоликовый завод); лучшие образцы фарфоро-фаянсового производства Украины (Косов, Опошня, Буды, Васильков). Представлены разнообразные техники художественной росписи, в частности Макара Мухи, Ярины и Софии Гуменюк, Тамары Гордовой. Неповторимый и самобытный стиль народных мастеров декоративно-прикладного искусства: Галины Грабовской, Александры Телиженко, Полины Запары, Ольги Отнякиной-Бердник, Леонида Товстуха, Михаила Волощука, Ивана Сухого, Федора Гордового, Николая Чуруканова, Елены Полищук и др.
Коллекция иконописи демонстрирует традиции украинской барочной иконы. Прослеживается различие украинской и русской школы иконописания, параллельное существование профессиональной и народной иконописи, доносится важность для украинцев образа Богоматери Одигитрии и Покрова.
Новым пополнением коллекции стал сборник «Народная икона Средней Надднепрянщины 18-20 ст.», подаренный коллекционером, народным художником Украины Николаем Бабаком.
Наиболее развернутой по стилям, направлениям, жанрам и, самое главное, по времени является коллекция живописи. В музее представлена «старая живопись» мастеров итальянской школы: Джузепе Дзаиса, Рогана, Мартельяниса. Отдельный зал занимает портретная живопись XVIII-XX века; портреты кисти Генриха Гольпейна, Энрико Арциони, Адриана Беренского и других художников представляют различные стили, от сарматского, парадного портрета до лирического.
Украинское искусство 1950—1980 годов, которое активно видоизменялось во время «оттепели» и отрытого доступа к достижениям ведущих мировых художников, репрезентировано работами Татьяны Яблонской, Виктора Зарецкого, Николая Глущенко, Сергея Шишко, Фёдора Захарова, Сергея Григорьева, Андрея Коцко и других художников.
Период украинского искусства 1980—2000 годов, который пришелся на период трансформации государства и развития независимой Украины, представлен разноплановыми произведениями Ивана Марчука, Анатолия Хмары, Матвея Вайсберга, Олега Тистола, Бориса Егиазаряна, Льва Маркосяна, Николая Прокопенко и др.
В сборник работ художников, родившихся в Черкасской области или чья деятельность связана с регионом, входят произведения Ивана Ижакевича, Ивана Кулика, Василия Евича, Петра Козина, Владимира Кузнецова, Виктора Клименко, Ивана Бондаря, Юрия Ищенко, Евгения Найдена, Василия Цимбала, Максима Гладько, Владимира Яковца, Игоря Солодовникова.
Коллекцию украинской книжной и станковой графики презентуют такие известные мастера: Георгий Нарбут, Оксана Павленко (ученица М. Бойчука), Михаил Дерегус, Александр Данченко, Александр Ивахненко, Василий Лопата, Надежда Лопухова, Василий Касиян, Владимир Куткин, Николай Стратилат, Александр Пащенко, Георгий Якутович, Владимир Ненадо, Григорий Гавриленко, Зоя Лерман, Николай Прокопенко. Графическую коллекцию удачно дополняют местные художники-графики: Иван Физер, Николай Телиженко, Виктор Олексенко, Николай Бабак, Виктор Афонин, Альберт и Неонила Недосеко, Владимир Костогрыз, Татьяна Кулиш, Артур Дуненко и др.
В состав музея входит Мемориальный музей народного художника Украины, лауреата премии им. Т. Г. Шевченко, известного сценографа — Даниила Нарбута, где отдельной коллекцией представлены эскизы декораций к спектаклям и станковые работы художника.

## Деятельность
Художественный музей является научным и культурно-образовательным институтом. Здесь проходят научные конференции, фестивали, действует детский центр, проходят выставки, разнообразные мастер-классы, квесты, воркшопы, проходят концерты, лекции, встречи с выдающимися украинскими деятелями культуры и искусств.
Музей ежегодно организует около 70 стационарных и около 10 передвижных выставок. Каждый год музей посещает более 50 тысяч человек. В последние годы он стал творческой площадкой для зарубежных художников. Проводятся проекты, которые приобрели статус международных: «Антракты», «Диалоги» (куратор Владимир Яковец).
Визуальным знаком музея стала работа «Неофолк» художника Николая Маценко, который живет и работает в Черкассах. Это произведение отражает концепцию развития музея: жить в ритме времени, основываясь на вечно живой традиции.
Самыми известными современными художниками, которые в разные годы показывали свои произведения являются Павел Маков, Тамара Бабак, Николай Маценко, Тиберий Сильваши, Арман, Кристиан Ротманн, Рон Ван де Вивер, Олег Харч.